# Lijst van filosofietijdschriften
Dit is een lijst van filosofische vaktijdschriften, waarin wetenschappelijke artikelen in de Nederlandse, Engelse, Duitse, Franse, Spaanse of Italiaanse taal gepubliceerd worden.

## Opsomming naar thema

### Algemeen
- Agnitio
- Algemeen Nederlands Tijdschrift voor Wijsbegeerte
- Algemeen Nederlandsch Tijdschrift voor Wijsbegeerte en Psychologie, 1933-1969
- Analysis
- American Philosophical Quarterly
- Australasian Journal of Philosophy
- Continental Philosophy Review
- Dialectica
- Deutsche Zeitschrift für Philosophie
- Erkenntnis
- European Journal of Philosophy
- Facta Philosophica
- Grazer Philosophische Studien
- Inquiry
- Journal of Philosophical Research
- The Journal of Philosophy
- Kriterion
- Mind
- The Monist
- Noûs
- Philosophy
- Philosophical Books
- The Philosopher
- Philosophia
- Philosophical Investigations
- Philosophische Rundschau
- Philosophisches Jahrbuch
- The Philosophical Quarterly
- The Philosophical Review
- Philosophical Studies
- Philosophical Topics
- Philosophy and Phenomenological Research
- Phronesis: a journal for ancient philosophy
- Phronesis - vakblad voor toegepaste filosofie
- Ratio
- Review of Metaphysics
- Theologie und Philosophie
- Zeitschrift für philosophische Forschung]

### Logica en filosofie van de wiskunde
- The Bulletin of Symbolic Logic
- The Journal of Philosophical Logic
- The Journal of Symbolic Logic
- Notre Dame Journal of Formal Logic
- Philosophia Mathematica
- Argumentation

### Epistemologie
- Principia

### Wetenschapsfilosofie
- The British Journal for the Philosophy of Science
- International Studies in the Philosophy of Science
- Journal for General Philosophy of Science
- Philosophy of Science
- Synthese
- Journal of Evolution and Technology

### Metafysica
- Metaphysica

### Taalfilosofie
- Journal of Linguistics
- Journal of Logic, Language and Information
- Journal of Pragmatics
- Journal of Psycholinguistic Research
- Journal of Semantics
- Language and Cognitive Processes
- Language and Communication
- Linguistics and Philosophy
- Linguistische Berichte
- Mind & Language
- Natural Language and Linguistic Theory
- Natural Language Semantics
- Pragmatics and Cognition

### Filosofie van de geest
- Behavioral and Brain Sciences
- Cognition
- Consciousness and Cognition
- Journal of Consciousness Studies
- Mind
- Psyche

### Ethiek
- Bioethics
- Ethics
- Ethiek en Maatschappij
- Journal of Buddhist Ethics
- Journal of Business Ethics
- Journal of Ethics, The

### Politieke filosofie
- European Journal of Political Theory
- Journal of Contemporary Political Theory
- Philosophy and Public Affairs
- Political Studies

### Rechtsfilosofie,socialeenCultuurfilosofie
- Analyse und Kritik
- Archiv für Rechts- und Sozialphilosophie
- Law and Philosophy
- Nederlands Tijdschrift voor Rechtsfilosofie en Rechtstheorie
- Sic et Non
- Social Text
- Zeitschrift für Kulturphilosophie

### Esthetiek
- Esthetica. Tijdschrift voor Kunst en Filosofie
- The British Journal of Aesthetics
- Journal of Aesthetics and Art Criticism

### Specifieke filosofen
- Hegel-Studien
- Heidegger Studies
- Kant-Studien
- Nietzsche-Studien
- Studia Leibnitiana
- Wittgenstein Studien

### Geschiedenis van de filosofie
- Ancient Philosophy
- Archiv für Geschichte der Philosophie
- Journal of the History of Philosophy

### Interdisciplinaire filosofie
- Merkur

### Overige
- Information Philosophie
- Der blaue Reiter
- Zeitschrift für Didaktik der Philosophie und Ethik
- Lichtwolf

## Opsomming naar taal

### Nederlandstalige tijdschriften
- Algemeen Nederlands Tijdschrift voor Wijsbegeerte
- Ethiek en Maatschappij
- Filosofie
- Filosofie in Bedrijf
- Filosofie & praktijk
- Filosofie-Tijdschrift
- Journaal van vrijdenkersvereniging De Vrije Gedachte
- Krisis
- Rekenschap
- Streven
- Esthetica. Tijdschrift voor Kunst en Filosofie
- Nederlands Tijdschrift voor Rechtsfilosofie en Rechtstheorie
- Phronèsis - vakblad voor toegepaste filosofie
- Tijdschrift voor Filosofie
- Hoogwaardige academische kennis
- De Uil van Minerva. Tijdschrift voor Geschiedenis en Wijsbegeerte van de Cultuur
- Wijsgerig Perspectief op maatschappij en wetenschap

### Engelstalige tijdschriften voor studenten
- Agnitio
- Aporia
- Aporia: The Dartmouth Undergraduate Journal of Philosophy
- The British Journal Of Undergraduate Philosophy
- Discourse
- The Dualist: Stanford's Undergraduate Journal of Philosophy
- Ephemeris, an Undergraduate Journal of Philosophy
- Episteme
- Ex Nihilo: The Undergraduate Philosophy Journal of The University of Texas at Austin
- Harvest Moon: And Undergraduate Journal of Philosophy for the University of California, Berkeley

### Engelstalige tijdschriften
- American Journal of Bioethics
- Analysis
- Ancient Philosophy
- American Philosophical Quarterly
- Australasian Journal of Philosophy
- Bioethics
- The British Journal of Aesthetics
- The British Journal for the Philosophy of Science
- The Bulletin of Symbolic Logic
- Canadian Journal of Philosophy
- Collapse: Journal of Philosophical Research and Development
- Consciousness and Cognition
- Contemporary Pragmatism
- Continental Philosophy Review
- Cosmos and History: The Journal of Natural and Social Philosophy
- The Croatian Journal of Philosophy
- Dialectica
- Disputatio
- Erkenntnis
- Ethics
- European Journal of Philosophy
- European Journal of Political Theory
- Falsafeh-The Iranian Journal of Philosophy, edited in the Department of Philosophy of the University of Tehran
- Graduate Faculty Philosophy Journal
- Hypatia: A Journal of Feminist Philosophy
- Inquiry: An Interdisciplinary Journal of Philosophy
- International Journal for Applied Philosophy
- International Journal for Philosophy of Religion
- International Journal of Philosophical Practice
- International Journal of Philosophical Studies
- International Studies in Philosophy
- International Studies in the Philosophy of Science
- Isis
- Janus Head
- Journal of Aesthetics and Art Criticism
- Journal of the Behavioral and Brain Sciences
- Journal of Consciousness Studies
- Journal of Contemporary Political Theory
- Journal of the History of Philosophy
- Journal of Philosophical Research
- The Journal of Philosophy
- The Journal of Theological Studies
- Journal of the Indian Council of Philosophical Research
- The Journal of Symbolic Logic
- Language and Cognitive Processes
- Law and Philosophy
- Linguistics and Philosophy. A Journal of Natural Language Syntax, Semantics, Logic, Pragmatics, and Processing
- Metaphilosophy
- Midwest Studies in Philosophy
- Mind
- Mind & Language
- The Monist
- Notre Dame Journal of Formal Logic
- Noûs
- The Owl of Minerva
- Pacific Philosophical Quarterly
- Philo
- The Philosopher (tijdschrift)
- Philosophia
- Philosophia Mathematica
- Philosophical Books
- Philosophical Explorations
- Philosophical Investigations
- The Philosophical Quarterly
- The Philosophical Review
- Philosophical Studies
- Philosophical Topics
- Philosophical Writings
- Philosophy
- Philosophy and Phenomenological Research
- Philosophy and Public Affairs
- Philosophy Now
- Philosophy of Science
- Phronesis
- Political Studies
- Praxis Journal of Philosophy
- Proceedings of the American Philosophical Society
- Proceedings of the Aristotelian Society
- Psyche
- Ratio
- Ratio Juris
- Review of Metaphysics
- Synthese
- Symposia: The Online Philosophy Journal
- teorema International Journal of Philosophy

### Tijdschriften in het Italiaans
- Rivista di filosofia
- Rivista Internazionale di Filosofia del diritto
- Rivista di Filosofia Neo-Scolastica
- l'Archivio di Filosofia
- Rivista di Storia della Filosofia
- Giornale di Metafisica
- Filosofia
- Aut Aut
- Rivista di Estetica
- Agalma. Rivista di Studi Culturali e di Estetica
- Rassegna Bibliografia di Storia della Filosofia
- Epistemologia
- Filosofia e Teologia
- l'Annuario filosofico
- Paradosso
- Teoria
- Iride
- Studi Kantiani
- Filosofia politica
- Ragion Pratica
- Bioetica
- Medinica e Morale
- Sistemi Intelligenti
- Nuova civiltà delle Machine

### Tijdschriften in het Spaans
- Anuario Filosófico
- Crítica. Revista Hispanoamericana de Filosofía
- Revista Ideas y Valores
- Teorema: Revista internacional de filosofía
- Topicos: Revista de filosofía

### Franstalige tijdschriften
- Archives de Philosophie
- Actuel Marx
- Annales de phénoménologie
- Archives de philosophie
- Astérion
- Bulletin de l'Association des Amis de Gaston Bachelard
- Bulletin de la Société Française de Philosophie
- Cahiers d'études lévinassiennes
- Chimères (opgericht door Gilles Deleuze en Félix Guattari)
- Cités
- Critical Secret
- Diogène (met de Verenigde Naties) (vertaald in verscheidene talen)
- Ethiopiques
- Francophonie
- Journal International de Bioétique
- Kairos
- L'Aleph
- La Pensée
- La Revue du MAUSS
- Le Banquet
- Les Ateliers de l'Ethique
- Lignes
- Logique et Analyse
- Multitudes (co-founded by Toni Negri)
- Philosophie (Editions de Minuit)
- Philosophoire
- Recherches en Esthétique
- Revue Philosophique de Louvain
- Revue de sciences philosophique et théologique
- Revue de synthèse
- Revue d'Esthétique
- Revue philosophique de la France et de l'étranger
- Revue de Métaphysique et de Morale (opgericht in 1893 door Léon Brunschvicg & al.)
- Rue Descartes (gepubliceerd door het Collège international de philosophie)

### Duitstalige tijdschriften
- Archiv für Geschichte der Philosophie
- Philosophisches Jahrbuch
- Archiv für Rechts- und Sozialphilosophie
- Kant-Studien
- Hegel-Studien
- Nietzsche-Studien
- Studia Leibnitiana
- Heidegger Studies
- Zeitschrift für philosophische Forschung
- Philosophischer Literaturanzeiger
- Philosophische Rundschau
- Theologie und Philosophie
- Deutsche Zeitschrift für Philosophie
- Merkur